# Kastellholmen
Kastellholmen est une petite île située au centre de Stockholm en Suède. 

## Description

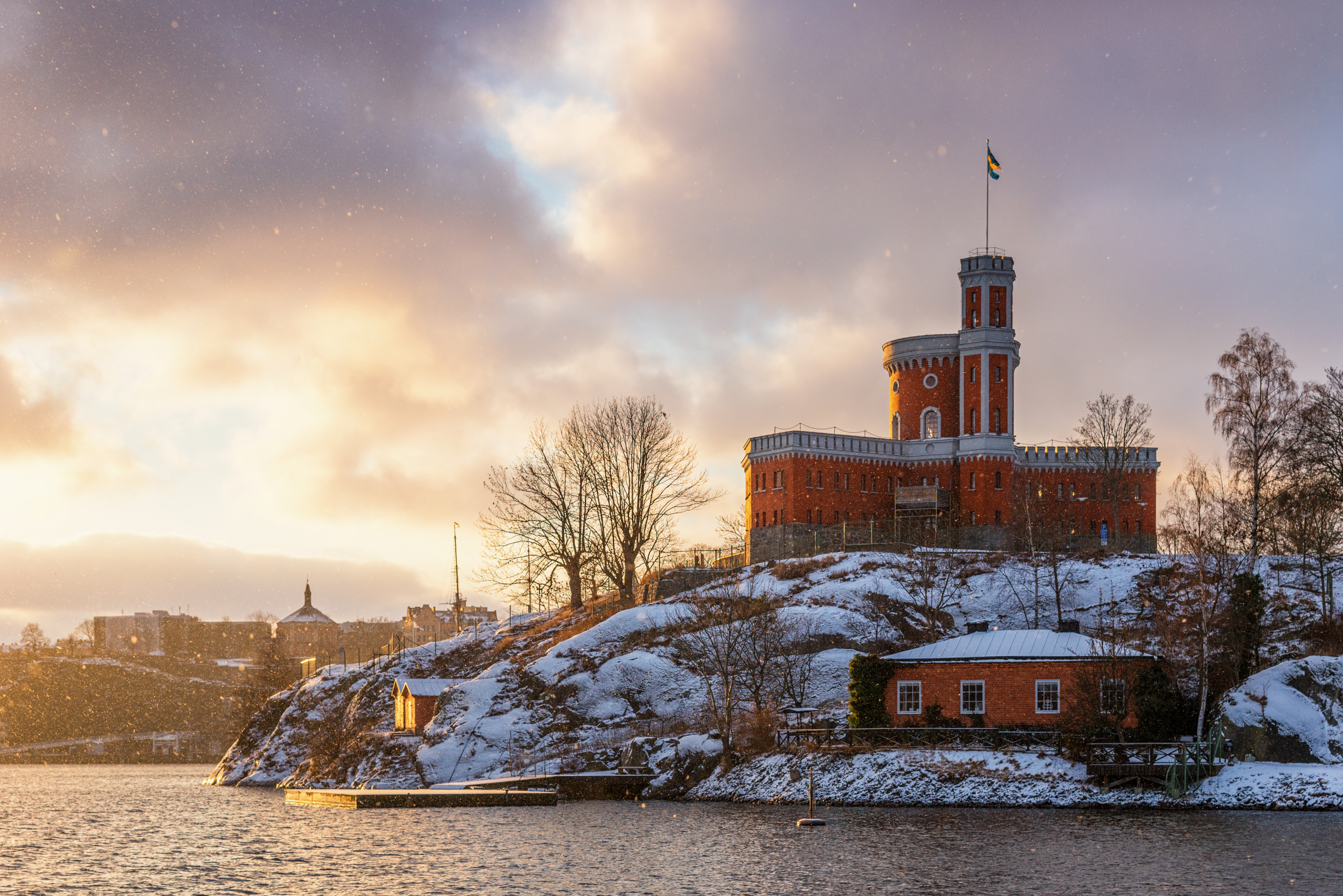
Le Kastellet. Janvier 2016.

D'une superficie de 3,1 hectares, Kastellholmen est reliée par un petit pont à l'île voisine de Skeppsholmen. On y trouve quelques bâtiments, dont un petit château appelé Kastellet, qui fut construit entre 1846 et 1848 sur des plans de l'architecte Fredrik Blom. Il prit la place d'un autre château, construit au XVIIIe siècle, qui fut détruit par une explosion en 1845. Ces bâtiments, de nature défensive, témoignent de l'époque où une partie de la flotte de guerre suédoise était stationnée en plein centre de Stockholm, sur les îles de Skeppsholmen et Kastellholmen.
Avant de prendre son nom actuel vers 1720, l'île a été nommée Notholmen, Lilla Beckholmen et Skansholmen.